# Cot Glangang (berg i Indonesien, lat 5,31, long 95,66)
Cot Glangang är ett berg i Indonesien.   Det ligger i provinsen Aceh, i den västra delen av landet, 1 800 km nordväst om huvudstaden Jakarta. Toppen på Cot Glangang är 325 meter över havet.
Terrängen runt Cot Glangang är kuperad åt sydost, men åt nordväst är den platt.Runt Cot Glangang är det ganska glesbefolkat, med 30 invånare per kvadratkilometer. I omgivningarna runt Cot Glangang växer i huvudsak städsegrön lövskog.